# Johannes Aepinus
Johannes Aepinus, latinizzazione della traduzione greca, αἰπεινός "alto", del suo cognome Hoeck (Ziesar, 1499 – Amburgo, 13 maggio 1553), fu un teologo, uno dei fautori della riforma protestante e il primo sovrintendente luterano di Amburgo.
Nel 1548 compose la Dichiarazione delle città della Lega Anseatica contro l'Interim di Augusta. Fu avversario di Filippo Melantone, del quale, come del resto anche Martin Lutero, era stato discepolo a Wittenberg.